# 열병시대
"열병시대"는 1986년에 개봉한 대한민국의 영화이다.

## 캐스팅
- 전호진 : 준치 역
- 최현미 : 소라 역
- 오혜림
- 김인문
- 이인옥
- 이희성
- 김정식
- 이광열
- 조병완
- 이해룡
- 문미봉
- 석지희
- 김미희
- 이선미
- 박종설
- 안진수
- 한국남
- 김응태
- 이예성
- 박예숙
- 신동욱
- 길달호